# 1396 Outeniqua
Az 1396 Outeniqua (ideiglenes jelöléssel 1936 PF) a Naprendszer kisbolygóövében található aszteroida. Cyril Jackson fedezte fel 1936. augusztus 9-én, Johannesburgban.